# San Diego (Tekantó)
San Diego es una localidad del municipio de Tekantó en el estado de Yucatán localizado en el sureste de México.

## Toponimia
El nombre (San Diego) hace referencia a Diego de Alcalá.

## Hechos históricos
- En 1910 cambia su nombre de San Diego Xbatzín a San Diego.
- En 1980 cambia a San Diego Rodríguez.
- En 1995 cambia a San Diego (San Diego Rodríguez).
- En 200 cambia a San Diego.

## Demografía
Según el censo de 2005 realizado por el INEGI, la población de la localidad era de 0 habitantes.
| 122                         | 242 | 211 | 144 | 130 | 107 | 101 | 131 | 55 | 18 | ? | 0 | 0 |
| (Fuente: INEGI [Consultar]) |     |     |     |     |     |     |     |    |    |   |   |   |

## Galería

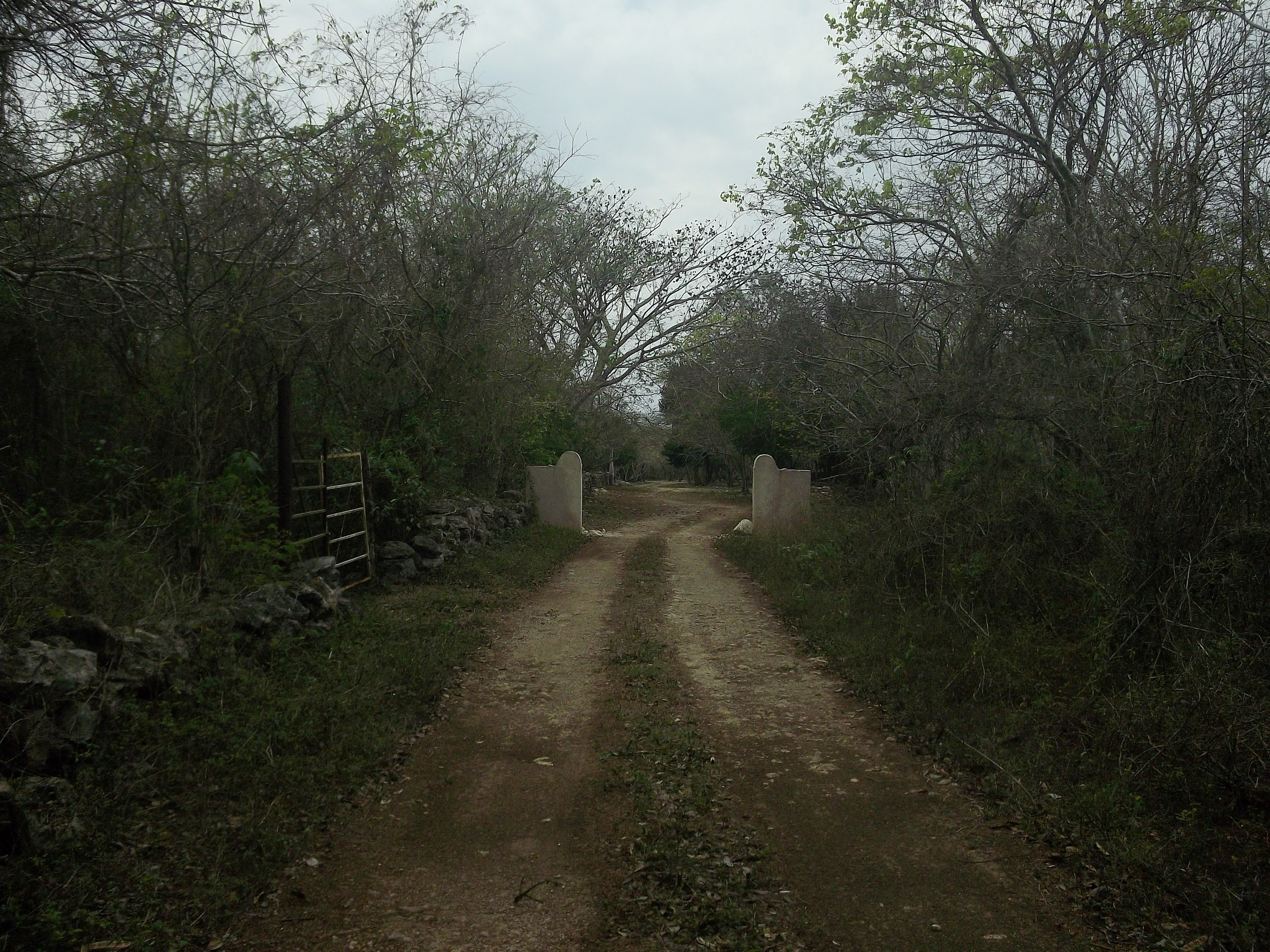
Entrada.
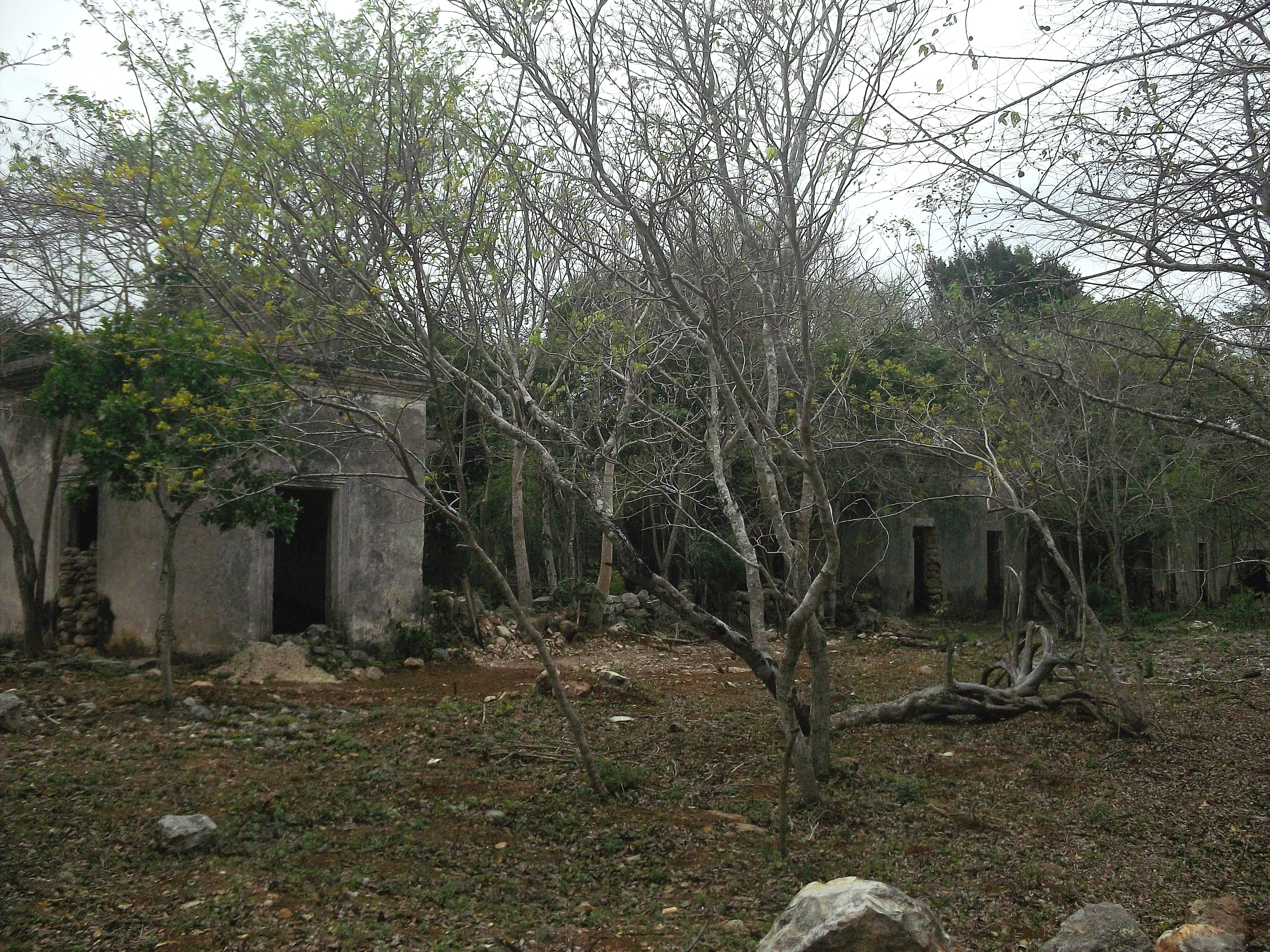
Vista.
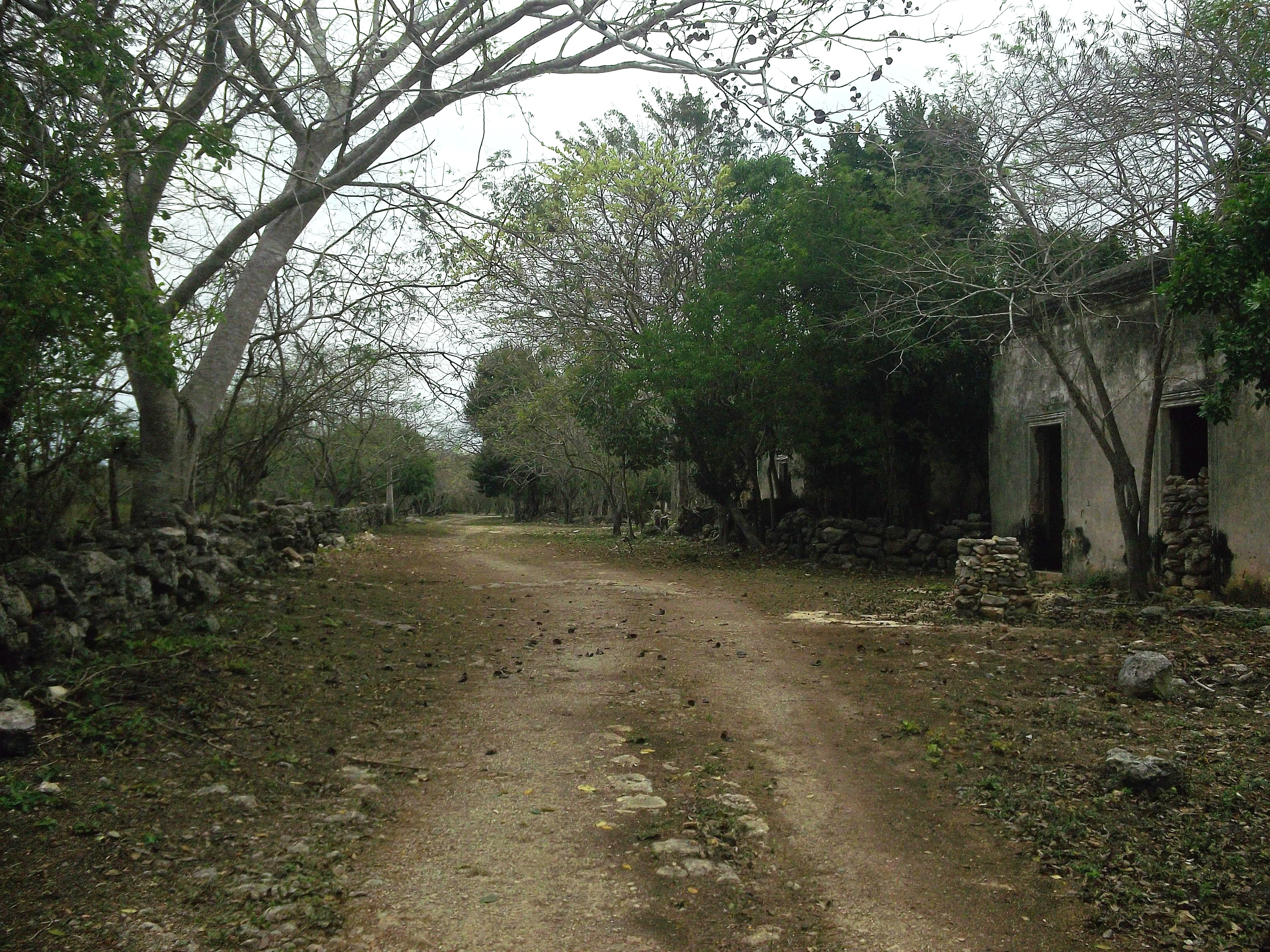
Vista.
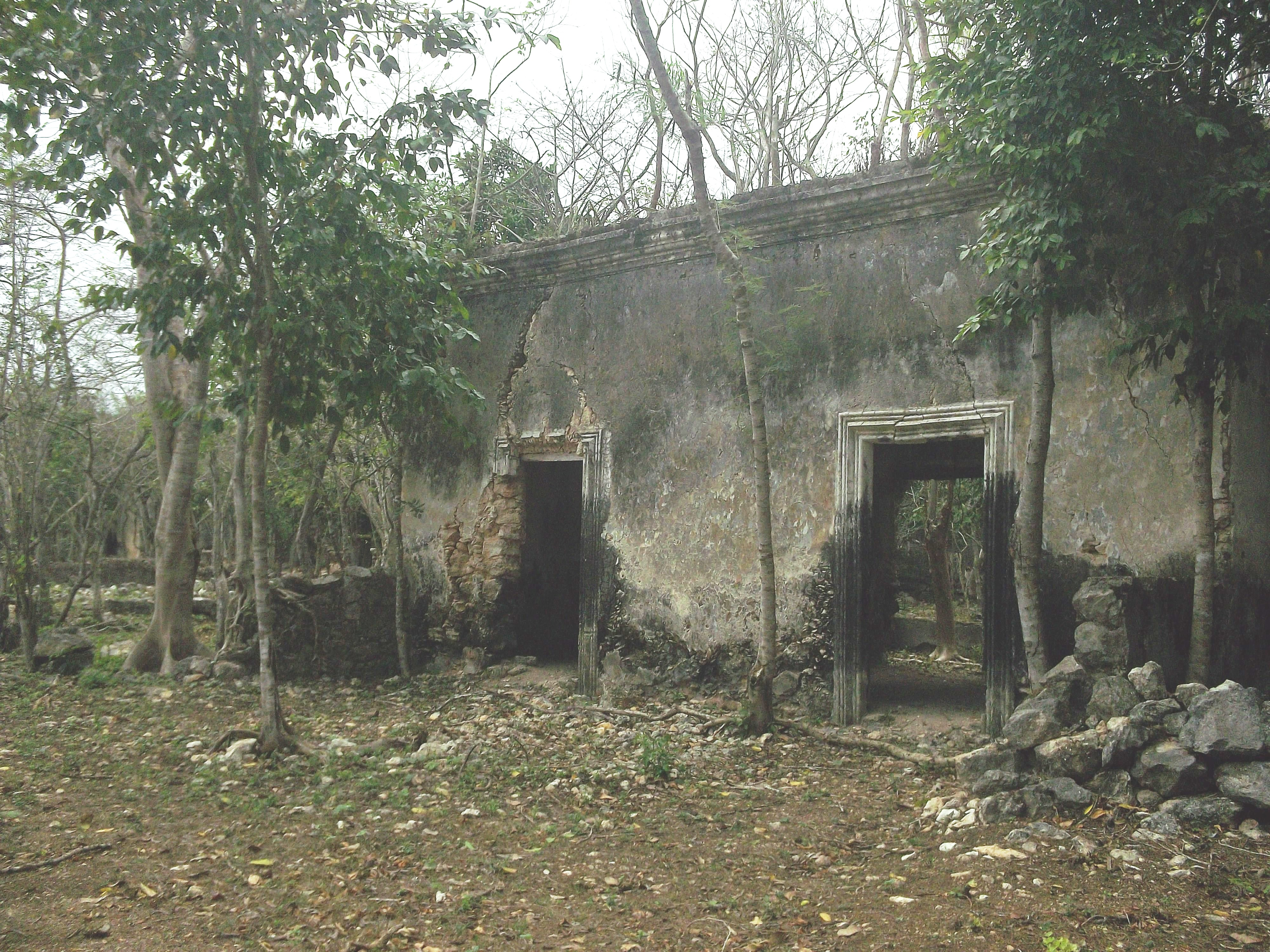
Vista.
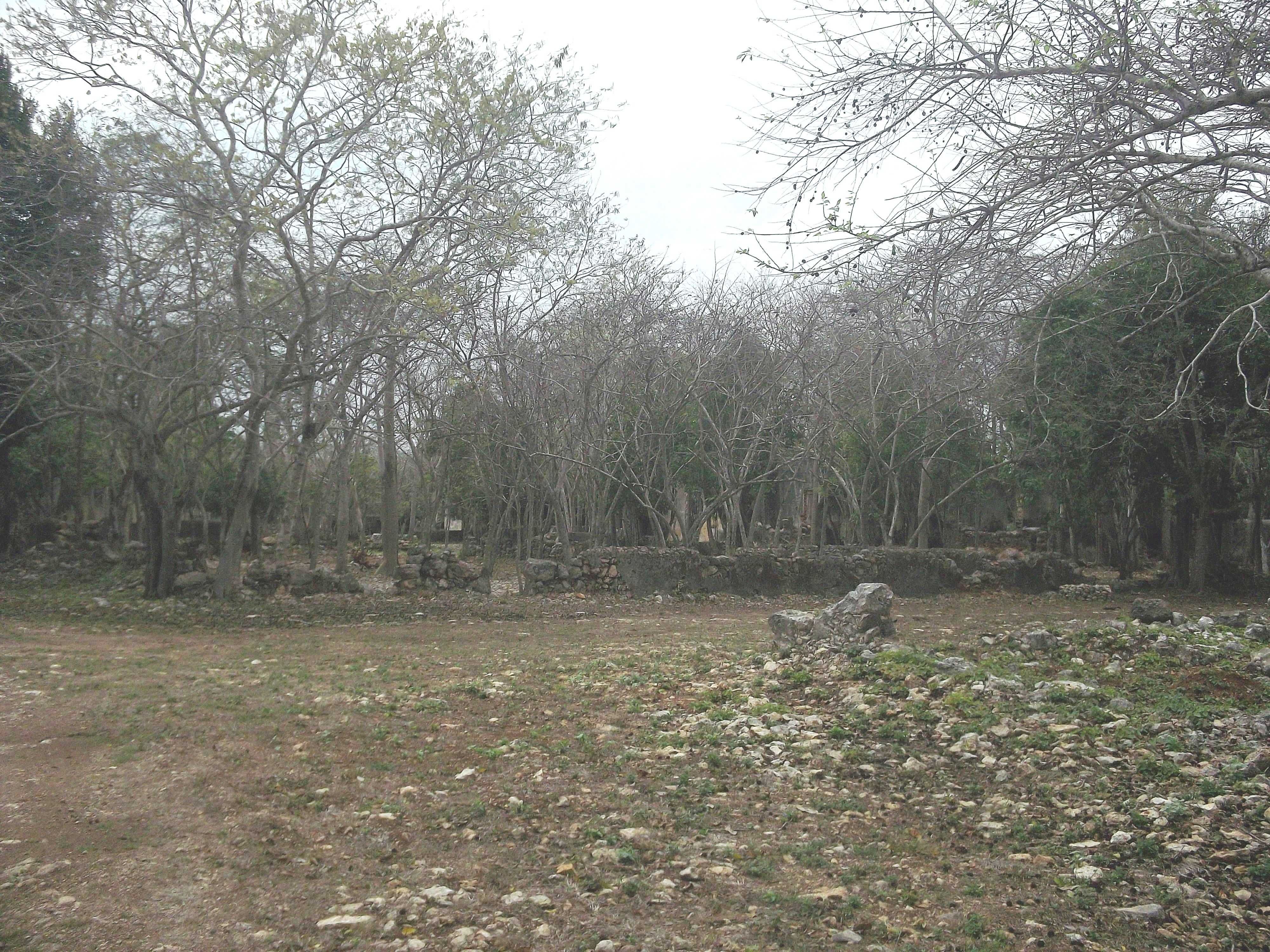
Vista.
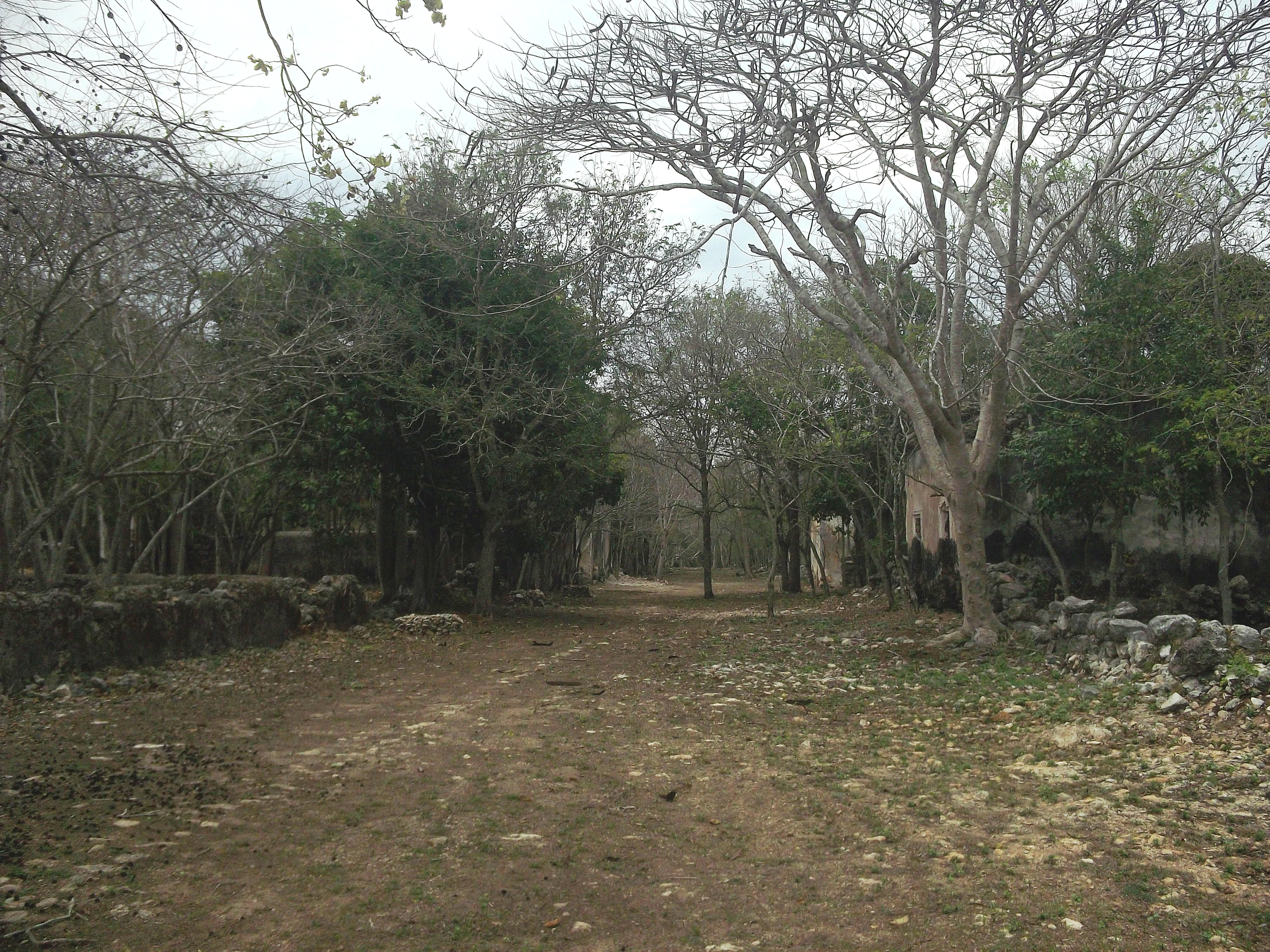
Vista.
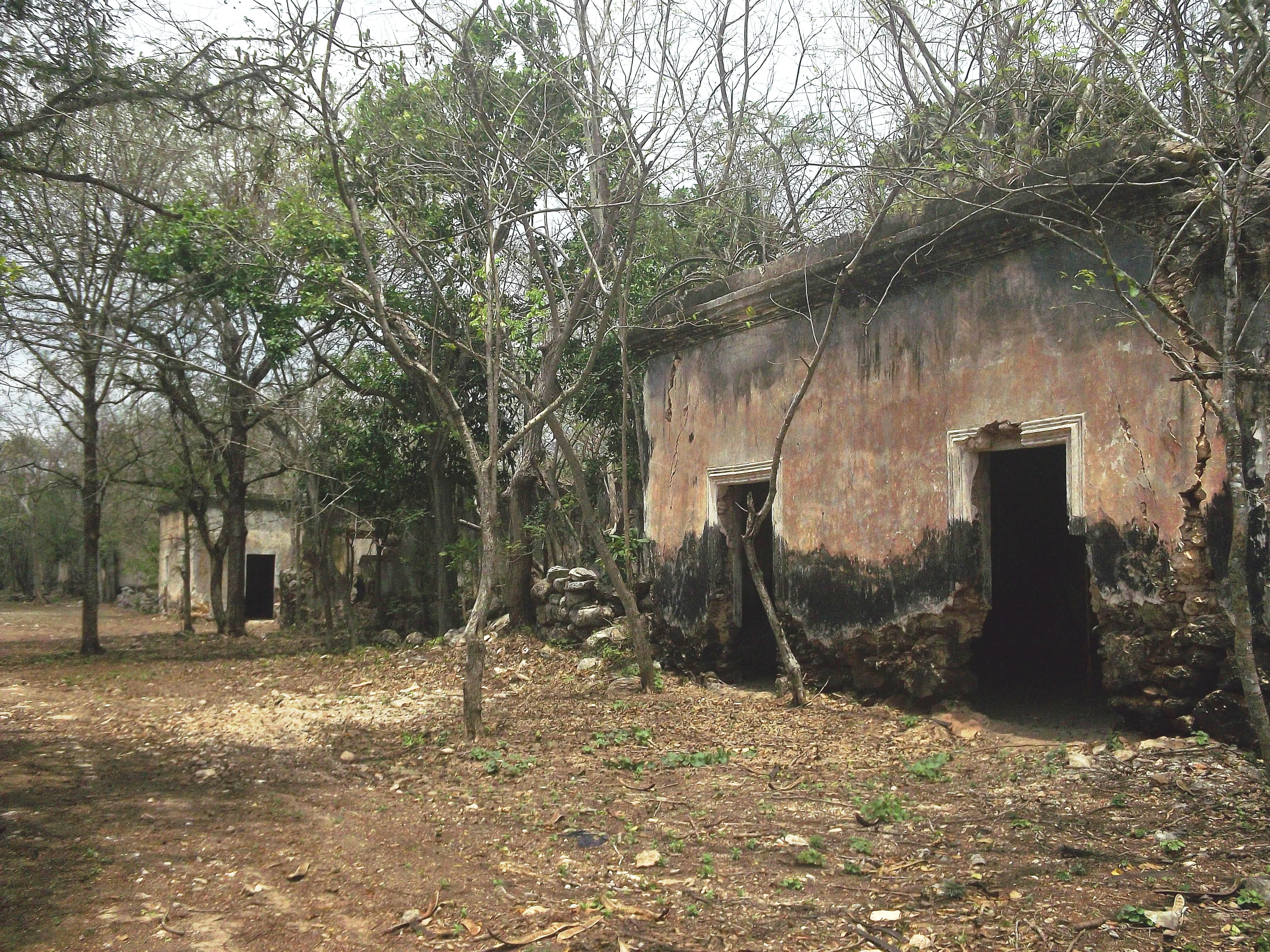
Vista.
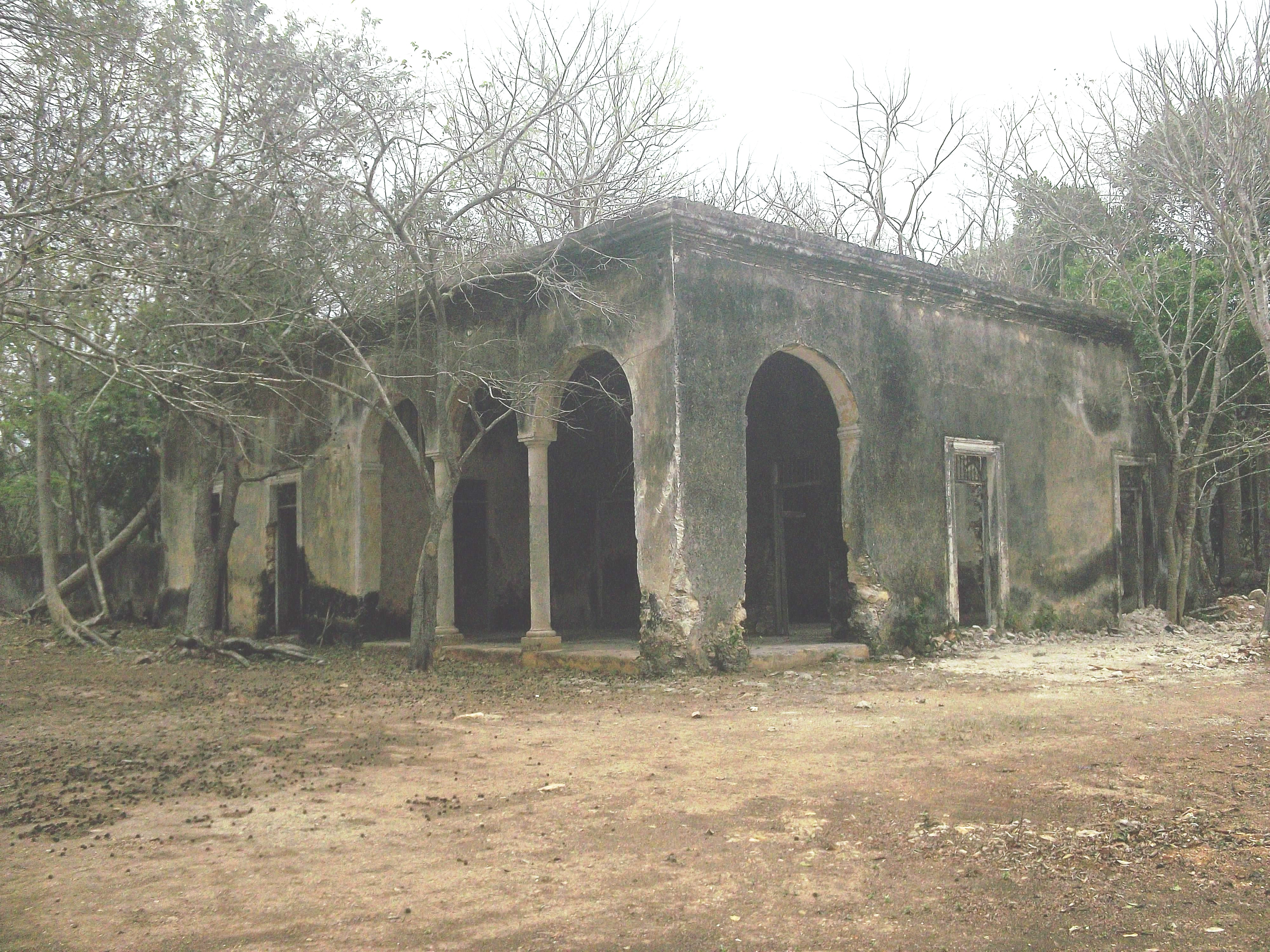
Vista.
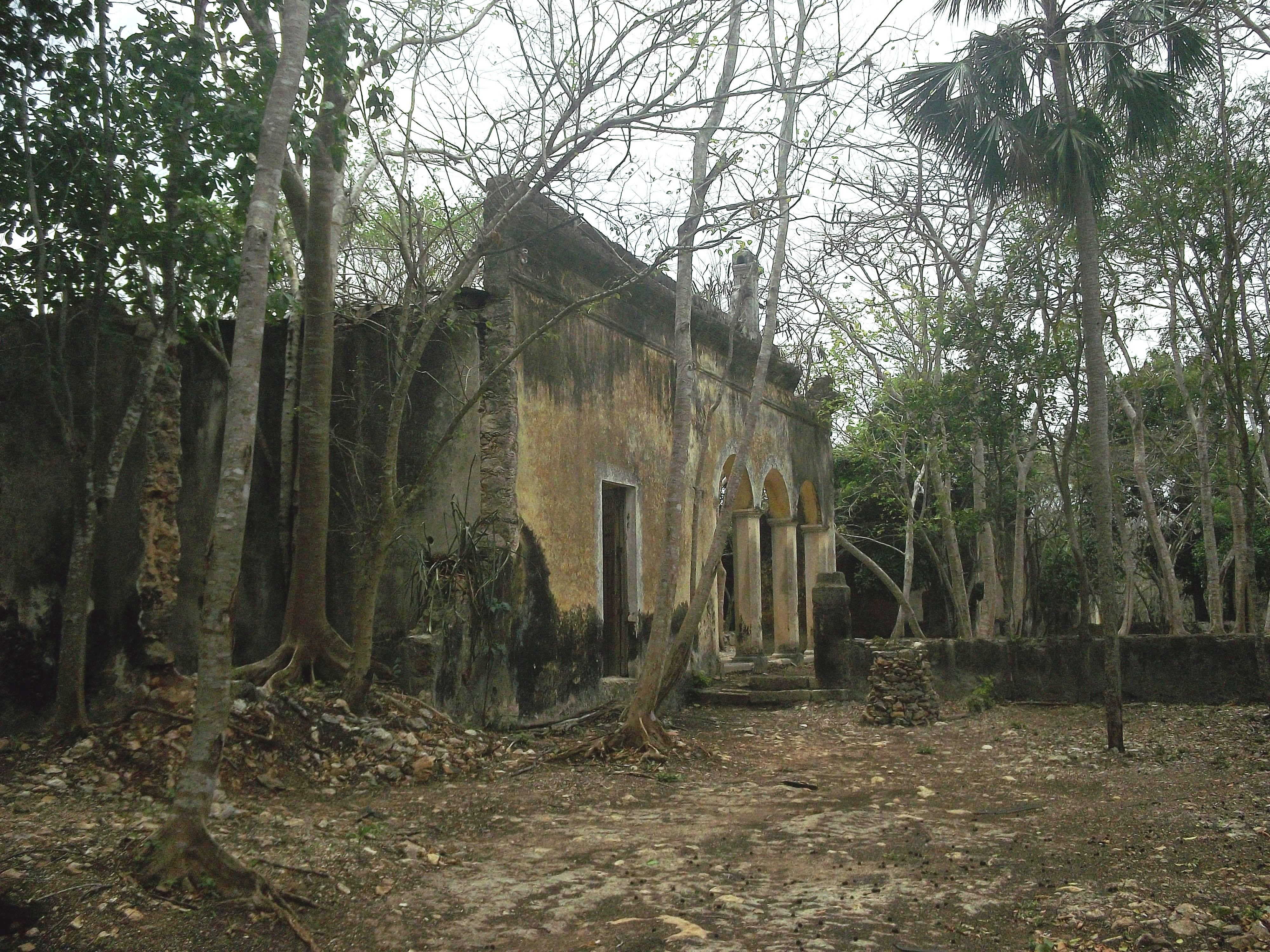
Vista.
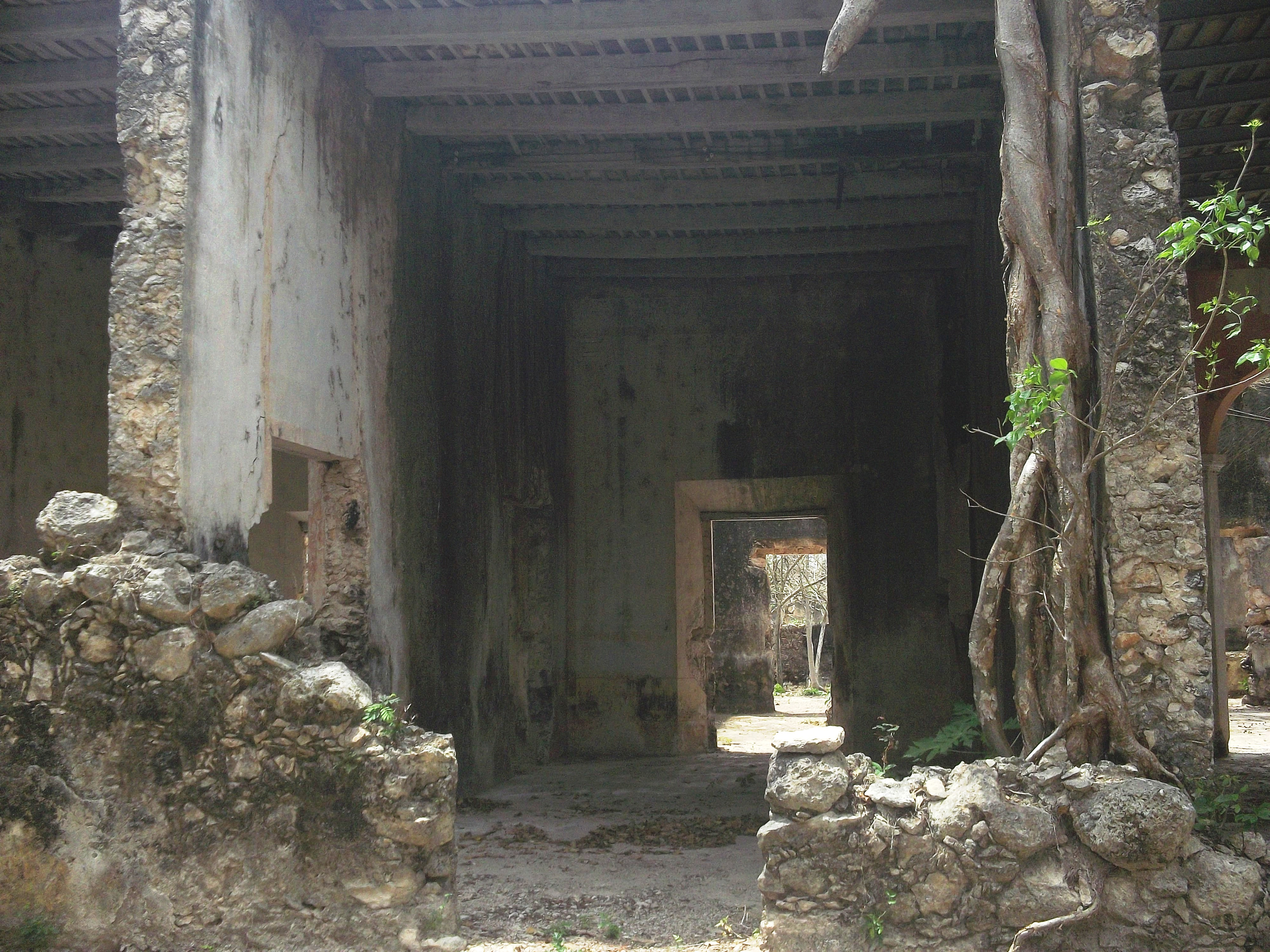
Vista.
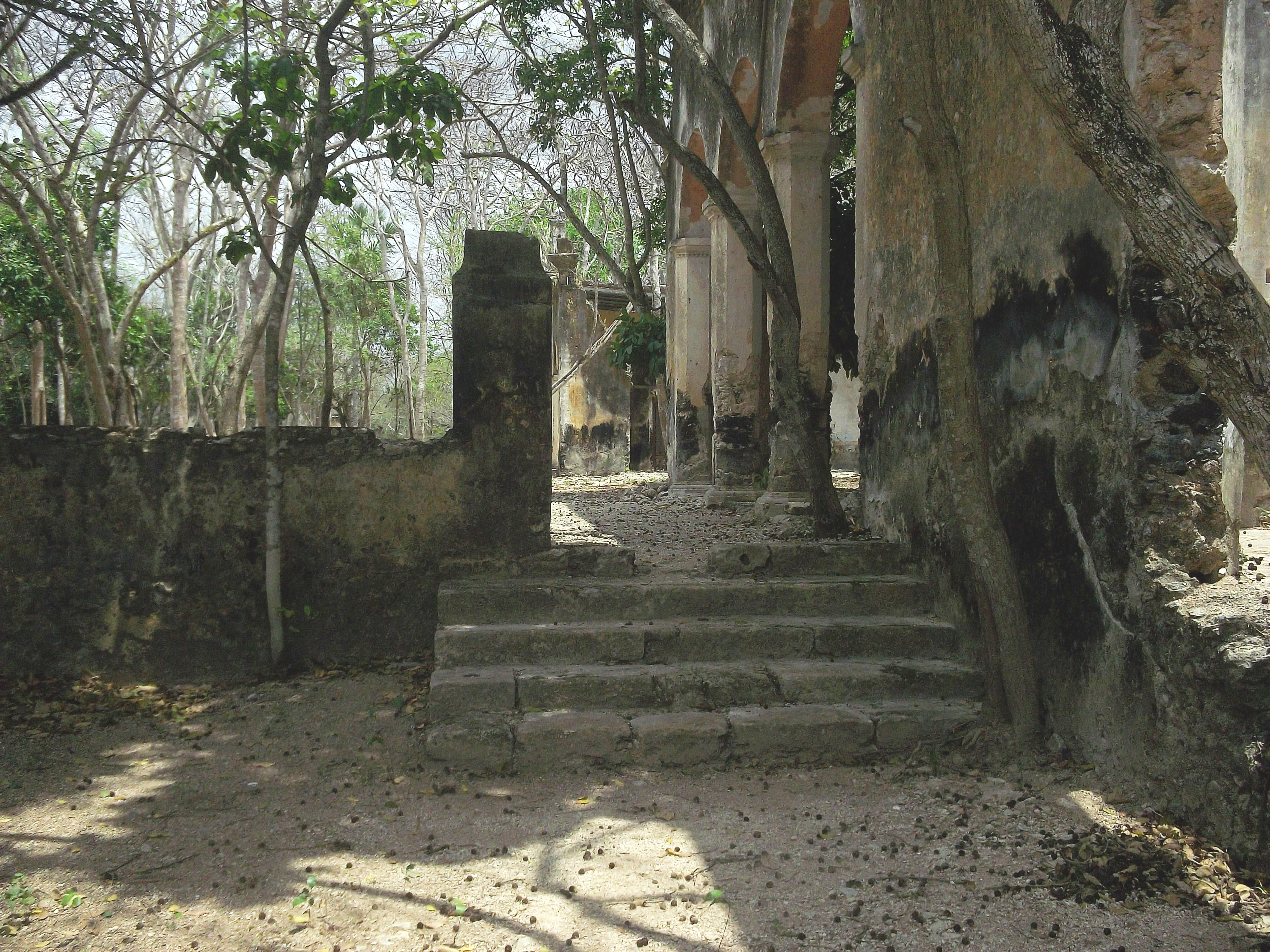
Vista.
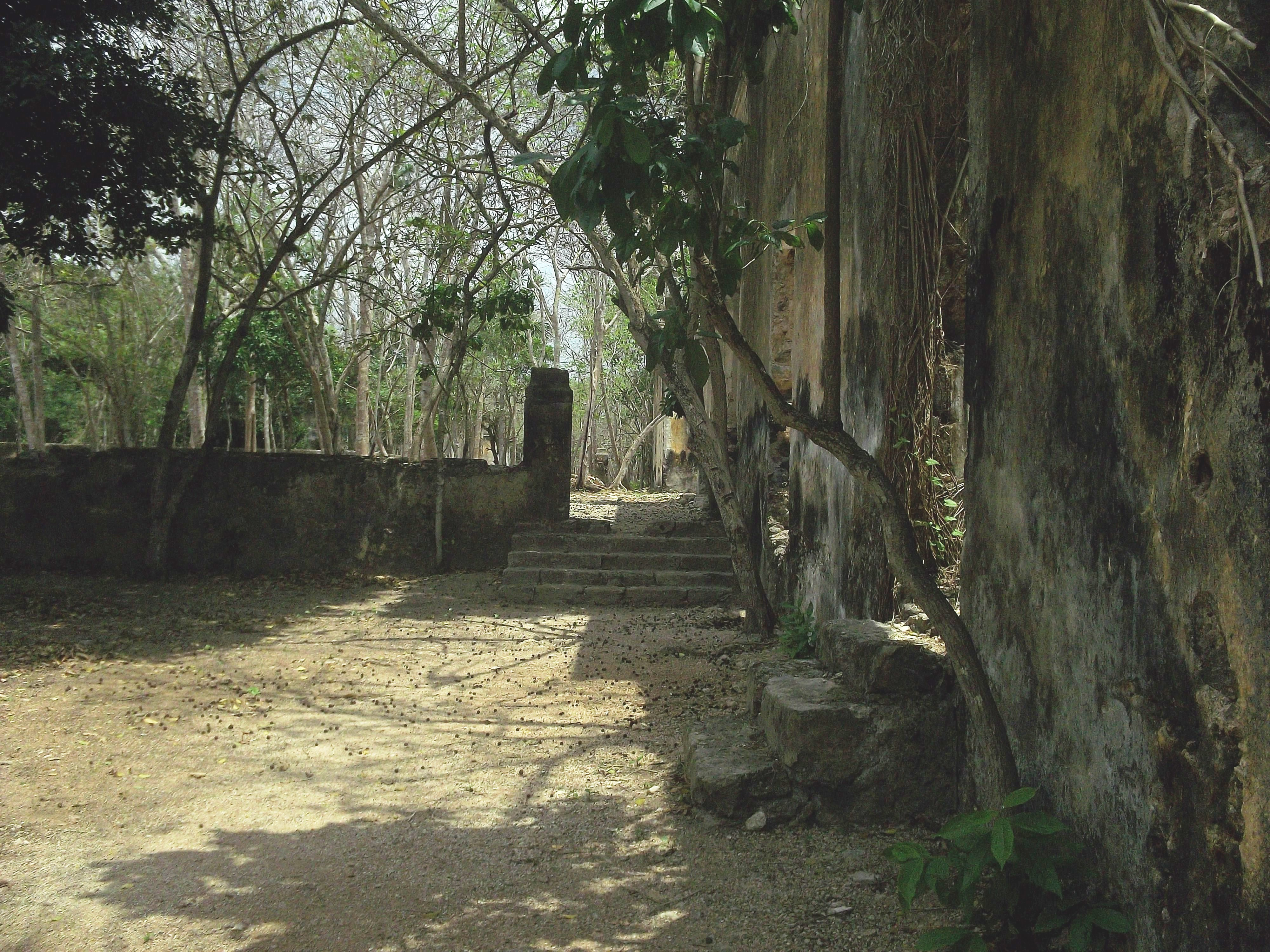
Vista.
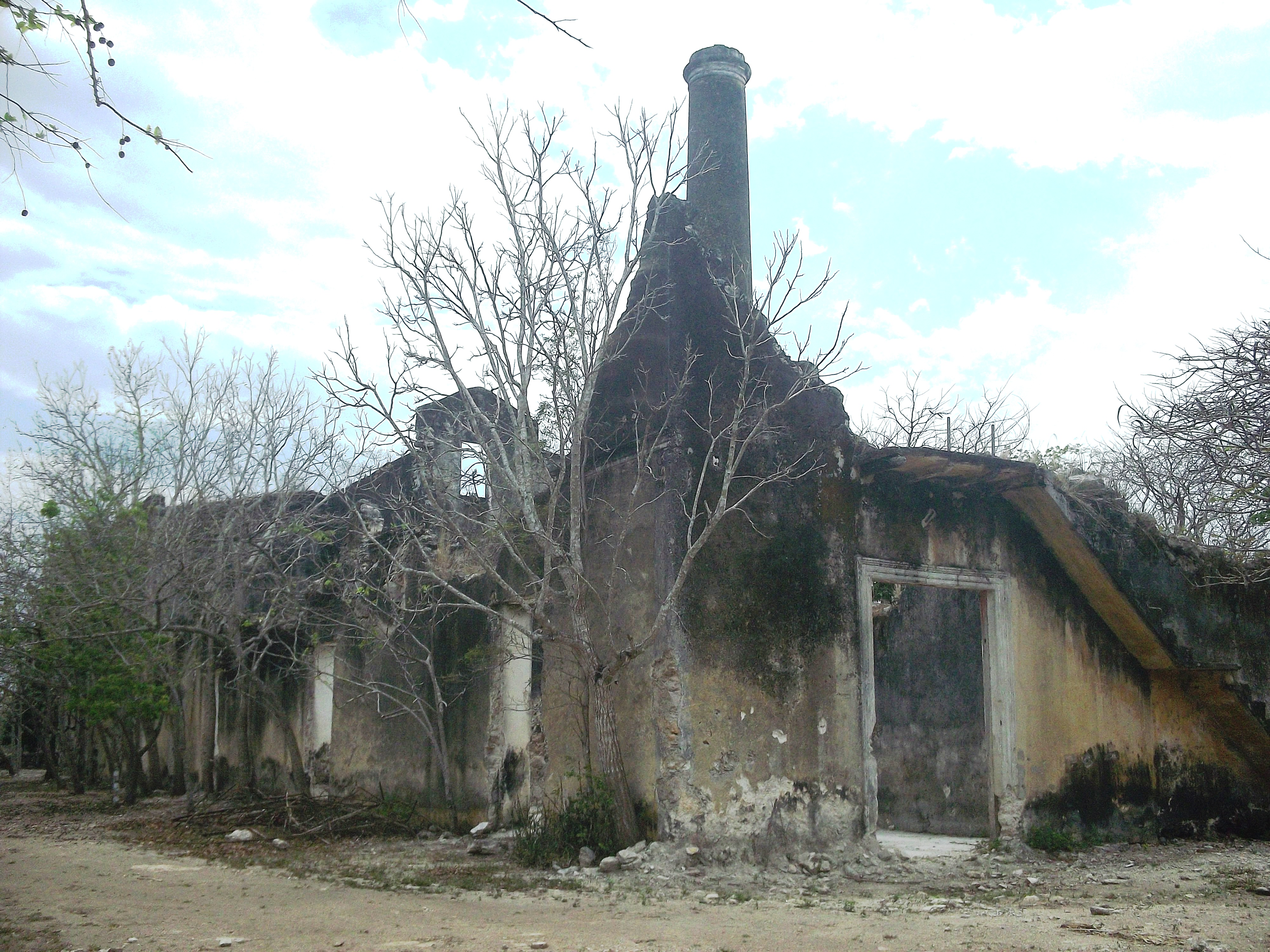
Vista.
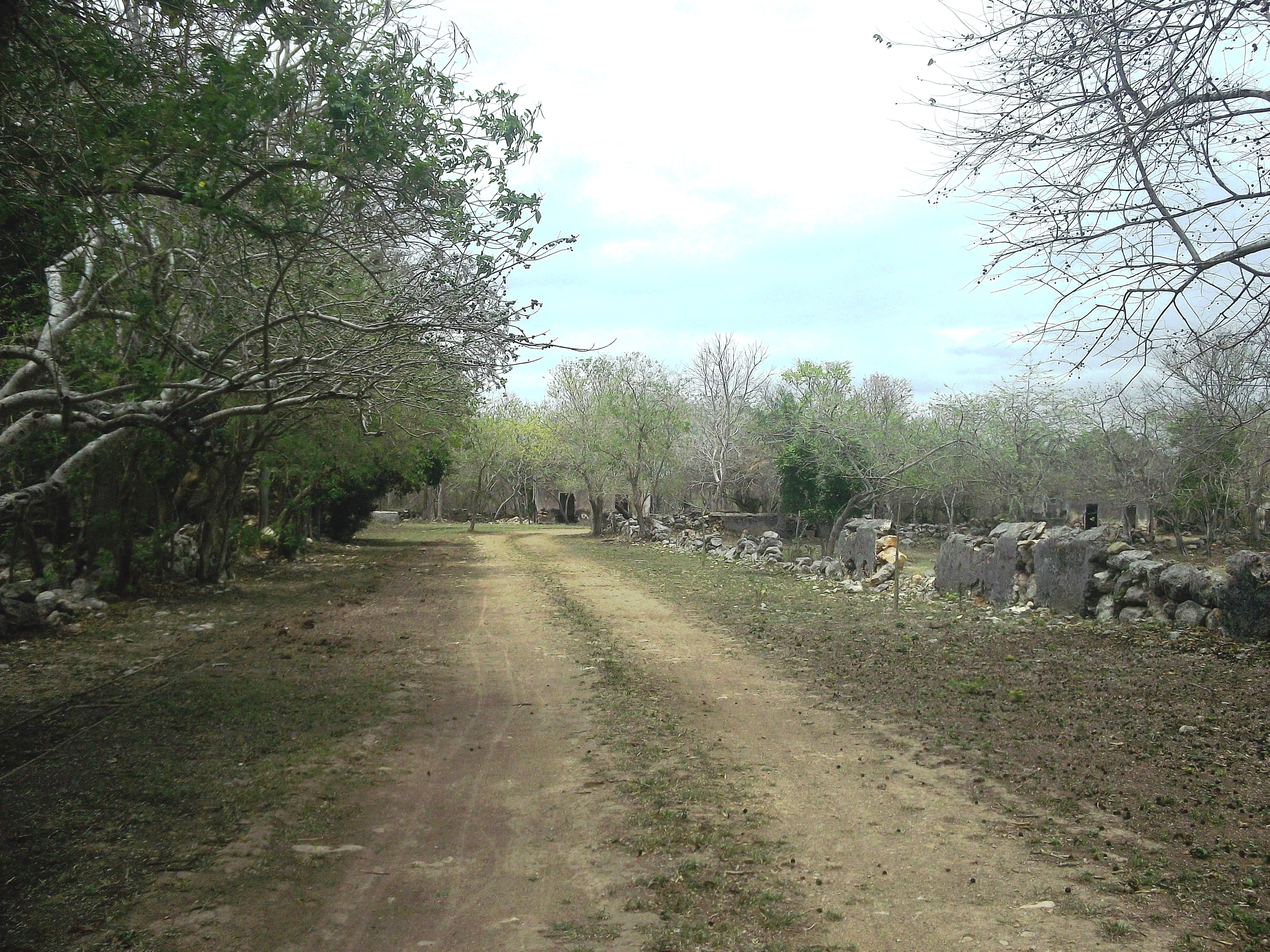
Vista.
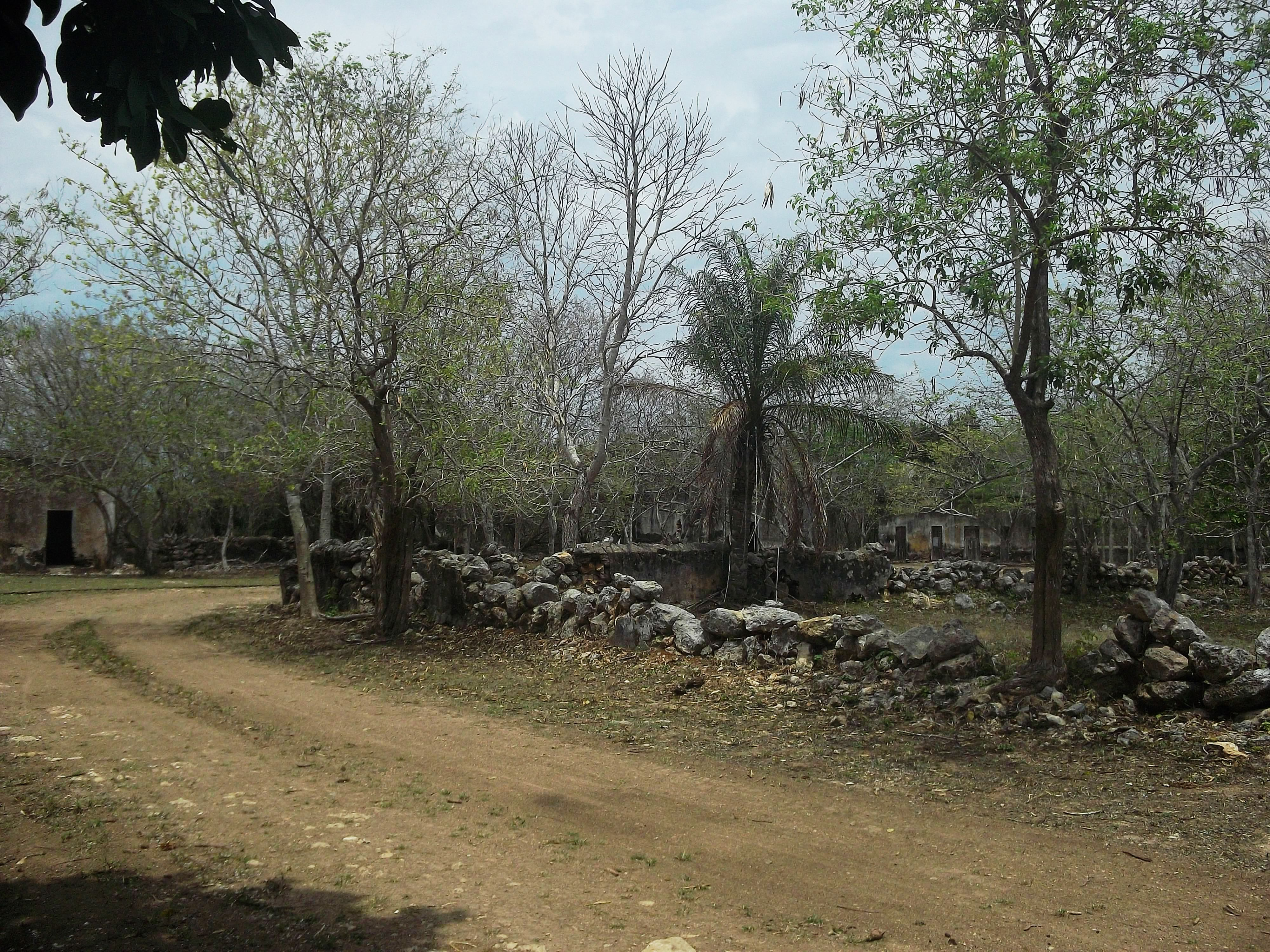
Vista.
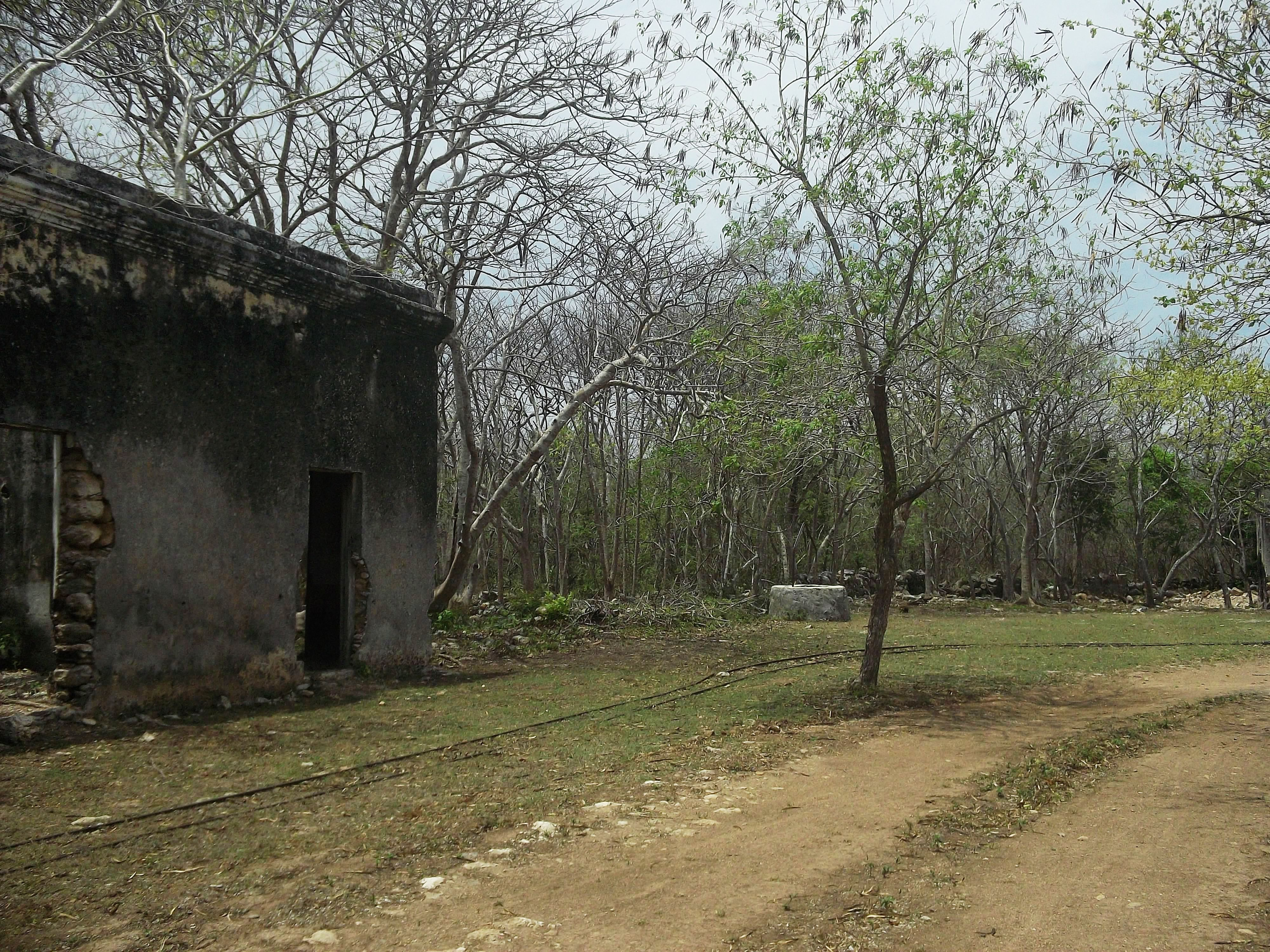
Vista.
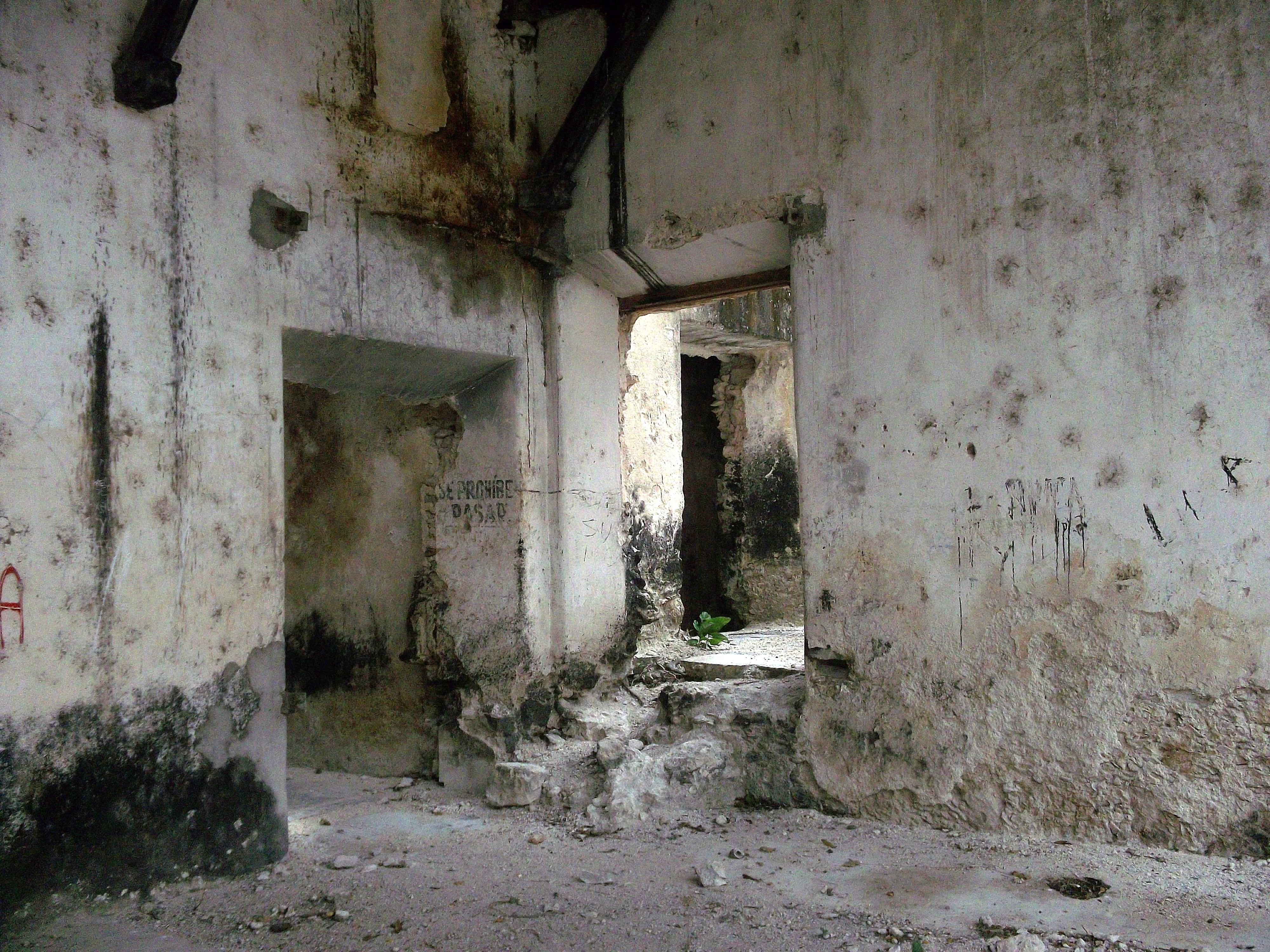
Vista.
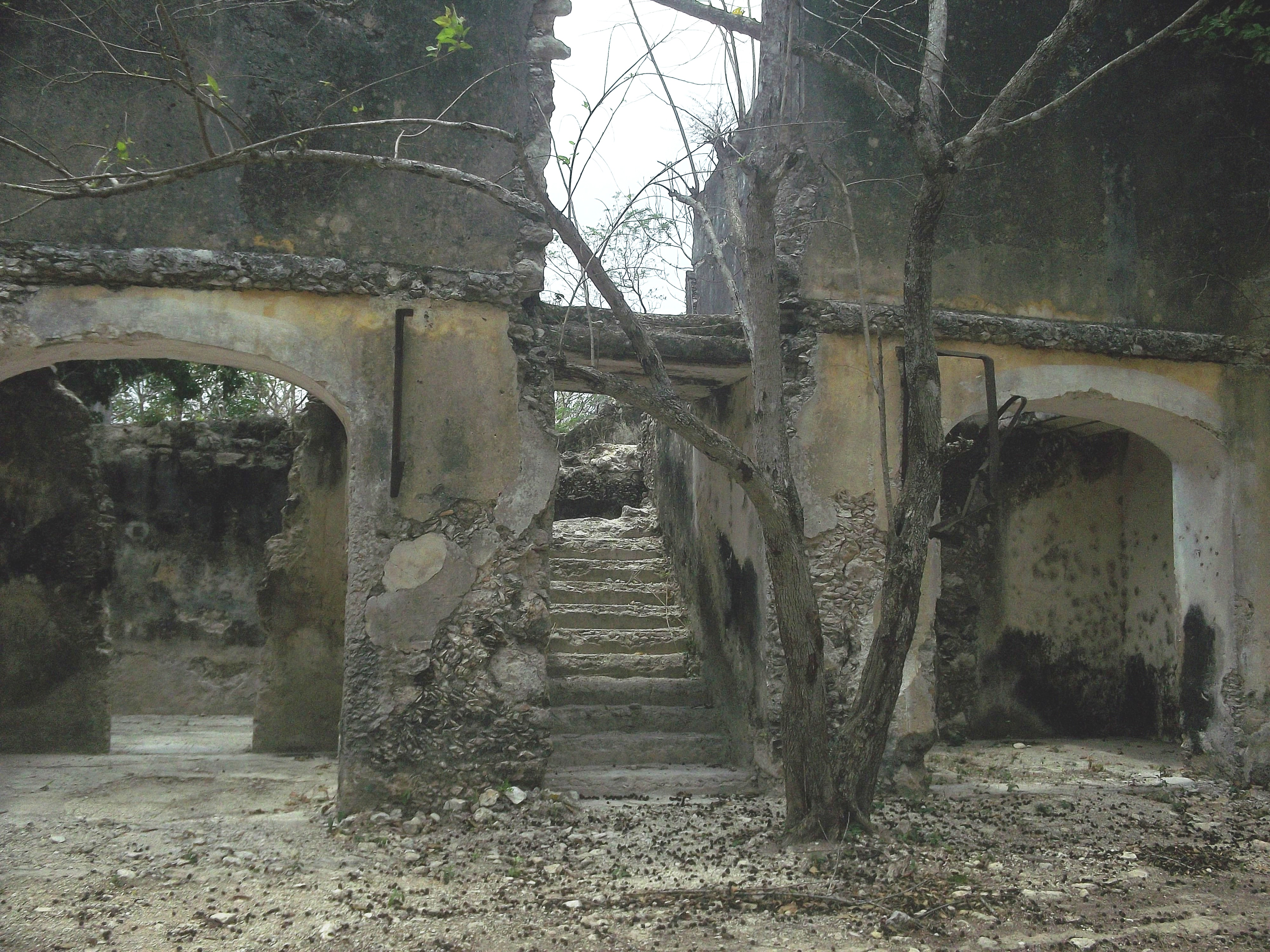
Vista.
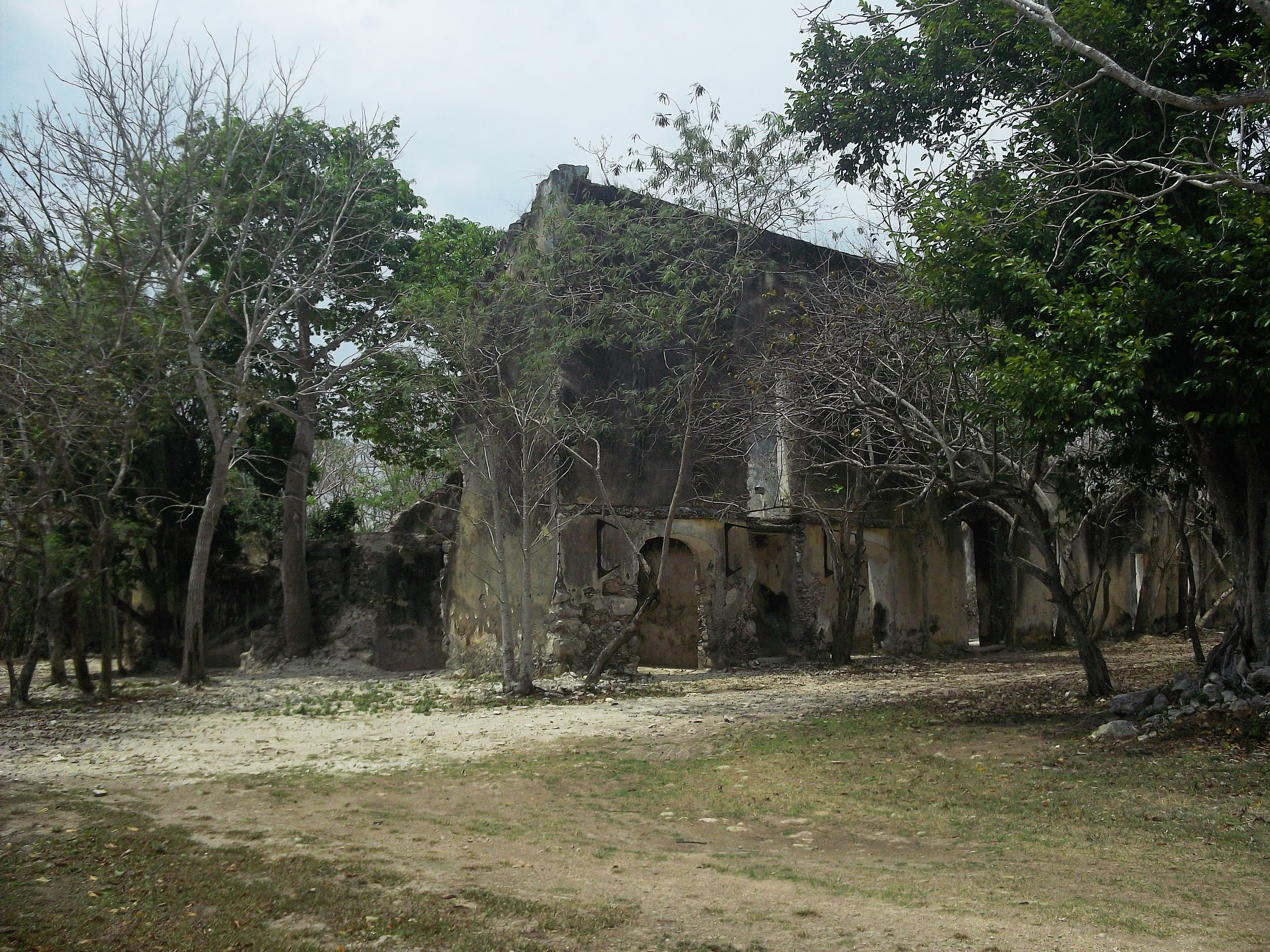
Vista.
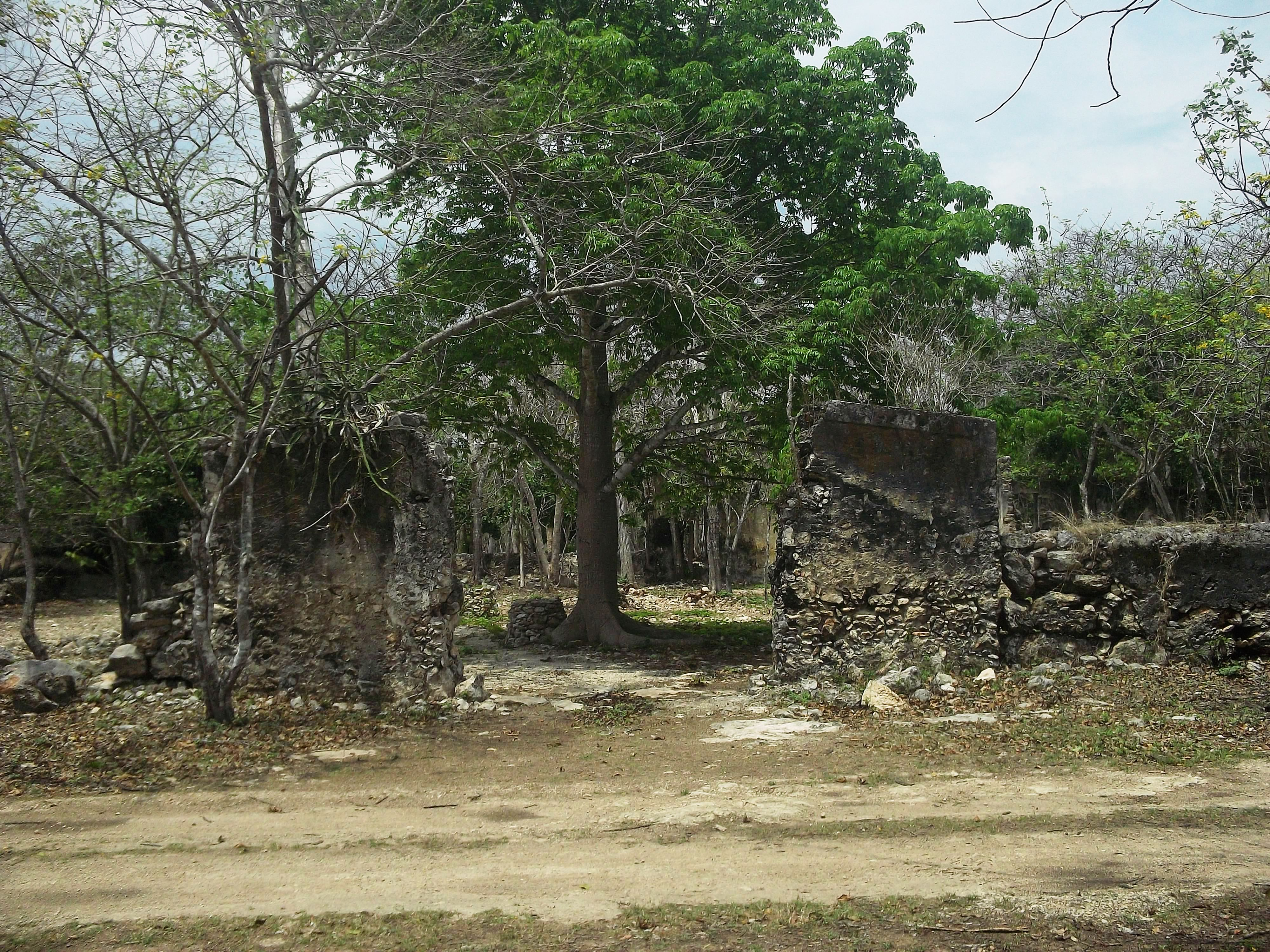
Vista.
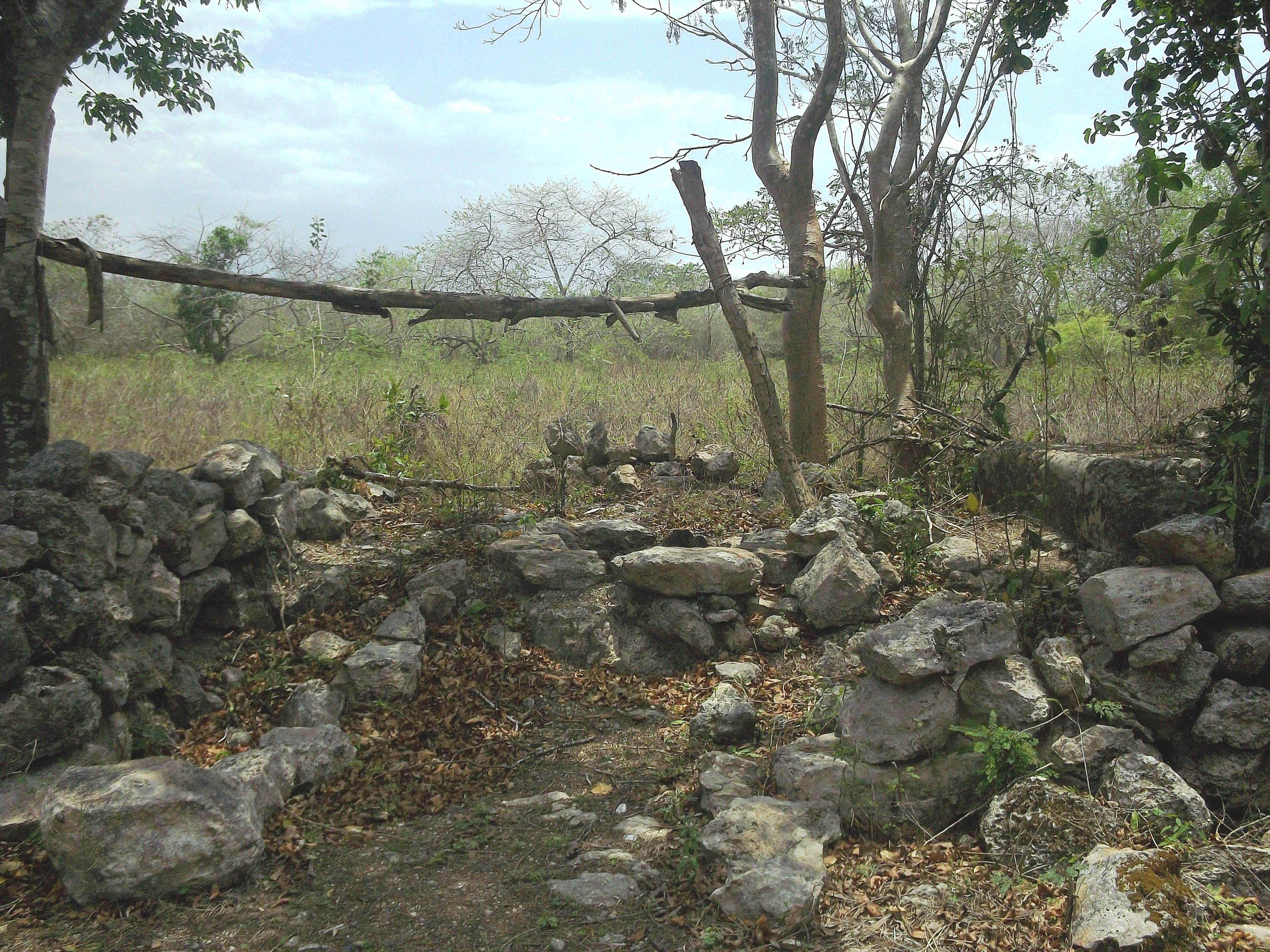
Pozo.